# NS-Kriegsopferversorgung

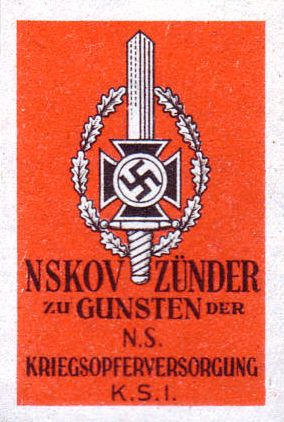
Streichholzschachtel-Etikett der NSKOV

Die Nationalsozialistische Kriegsopferversorgung (NSKOV) war eine der NSDAP angeschlossene Wohlfahrtseinrichtung für Schwerkriegsbeschädigte und Frontsoldaten des Ersten Weltkriegs. Leiter (Beauftragter für Kriegsopfer) der NSKOV war Hanns Oberlindober.

## Geschichte
In Berlin hatte sie vor der Machtergreifung 1933  in SW 68 im Bezirk Kreuzberg ihren Hauptsitz und beschäftigte den Architekten Willy Mühlau. Dieser entwarf in den späten 1920ern bis zum Anfang der 1930er Jahre mehrere Wohnanlagen speziell für Kriegsversehrte. Die erhaltenen Gebäude stehen in der Berliner Denkmalliste. In der Zeit des Nationalsozialismus behielt die NSKOV zunächst eine gewisse Selbstständigkeit in Vermögens- und Organisationsfragen. Zwischen 1934 und 1945 trat sie zusammen mit der Nationalsozialistischen Volkswohlfahrt (NSV) auf. Gemeinsam wurden Wohlfahrtseinrichtungen unterhalten und Gesundheitsprogramme organisiert.
Auch außerhalb Berlins trat die NSKOV als Bauherr auf, so u. a. 1933/34 in Quetzin an der Mecklenburgischen Seenplatte und 1936 in Hamburg-Iserbrook, wo sie am „Frontkämpferweg“ (heute: Wisserweg) die „Frontkämpfer-Siedlung“ aus kleinen Doppelhäusern errichtete.
Ab 1938 durften sogenannte "jüdische Mischlinge" nicht mehr Mitglied der NS-Kriegsopferversorgung sein.
Mit dem Kontrollratsgesetz Nr. 2 (Auflösung und Liquidierung der Naziorganisationen) vom 10. Oktober 1945 wurde die Organisation durch den Alliierten Kontrollrat als nationalsozialistische Organisation verboten und ihr Eigentum beschlagnahmt.